# DREAM*STAR GP
DREAM*STAR GP（ドリームスターグランプリ）は、マリーゴールド主催により開催される、女子プロレスのシングルマッチによるリーグ戦。2024年に第1回が開催される。

## DREAM*STAR GP2024
参加16名
DREAMリーグ
- 林下詩美 10点 ※優勝
- 天麗皇希 8点
- MIRAI 8点
- 野崎渚 8点
- NØRI（LLPW-X）[1] 8点
- 翔月なつみ 7点
- ビクトリア弓月[2] 5点
- 後藤智香[3] 2点

STARリーグ
- 桜井麻衣 11点 ※準優勝
- Sareee 10点
- ボジラ 10点
- 高橋奈七永 10点
- 青野未来 9点
- 松井珠紗 2点
- CHIAKI 2点
- 田中きずな[4] 2点

内容
7月13日の両国国技館大会にて第1回大会の開催が発表される。7月30日に出場決定12選手が発表され、8月3日徳島、10日川越の両大会で出場権争奪マッチ3試合を行い、更に他団体推薦選手1名を加えた総勢16名を2つのブロックに分けてリーグ戦を実施する。リーグ戦は8月31日に大阪府立体育会館第2競技場の昼夜興行で開幕、9月28日に名古屋国際会議場で最終戦が行われる。
DREAMリーグは林下、天麗、NØRIが勝ち点8で並び最終戦を迎えたが、NØRIは弓月に敗れ脱落、林下が天麗を直接対決で下し決勝進出。一方のSTARリーグは、最終戦で引き分けでも決勝進出だったSareeeがボジラに敗れ、先に勝ち点11で終えていた桜井が逆転で勝ち上がり。決勝は桜井のクロス式STFをしのいだ林下がトーチャーラックボムで桜井をフォールし、第1回の優勝者となった。
各賞
- 優勝：林下詩美
- 準優勝：桜井麻衣
- DREAMリーグ・ベストマッチ：天麗皇希 vs MIRAI（9・20仙台）
- STARリーグ・ベストマッチ：Sareee vs 高橋奈七永（9・23後楽園）
- 殊勲賞：ボジラ
- 技能賞：ビクトリア弓月
- 敢闘賞：青野未来

## DREAM*STAR GP2025
参加16名
DREAMリーグ
- 林下詩美
- 岩谷麻優
- ビクトリア弓月
- 天麗皇希
- 山岡聖怜
- CHIAKI
- 瀬戸レア[6]
- Maria（マーベラス）[7]

STARリーグ
- 桜井麻衣
- 青野未来
- MIRAI
- 後藤智香
- 田中きずな
- 松井珠紗
- 野崎渚
- ちゃんよた（P.P.P.TOKYO）

内容
6月17日の後楽園ホール大会で出場16名中15名を発表、残り1名は後日発表としていたが、その日のメインに出場したマーベラスの新人暁千華が残り1人枠に立候補し、それに石川奈青や瀬戸レアらマリーゴールドの若手勢が反発したため、出場権争奪戦が行われることが決定。19日に出場予定だった翔月なつみの欠場が発表され、残り枠は2名となる。28日春日部大会で出場権争奪ガントレットマッチが開催され、瀬戸レアと暁千華が出場権を獲得。7月16日にブロック分けと対戦カードが発表。7月31日に肺炎で入院した暁千華に代わりMariaの出場を発表。リーグ戦は8月2日大阪府立体育会館第2競技場昼夜興行で開幕、9月14日後楽園大会が最終戦。